# ISO 3166-2:SM

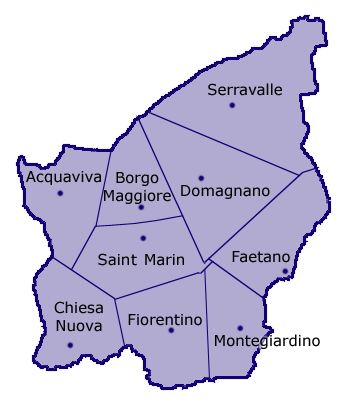
Administrativní mapa městských částí státu San Marino

Kódy ISO 3166-2 pro San Marino identifikují 9 obcí (stav v roce 2015).

## Kódy
```
SM-01 Acquaviva 		
SM-06 Borgo Maggiore 	 		
SM-02 Chiesanuova 	 		
SM-03 Domagnano 	 		
SM-04 Faetano 	 		
SM-05 Fiorentino 			
SM-08 Montegiardino 	
SM-07 San Marino 	 		
SM-09 Serravalle 	
```